# Sierra Vista Southeast (Arizona)
Sierra Vista Southeast es un lugar designado por el censo ubicado en el condado de Cochise en el estado estadounidense de Arizona. En el Censo de 2010 tenía una población de 14 797 habitantes y una densidad poblacional de 50,87 personas por km².

## Geografía
Sierra Vista Southeast se encuentra ubicado en las coordenadas 31°27′14″N 110°12′59″O / 31.45389, -110.21639. Según la Oficina del Censo de los Estados Unidos, Sierra Vista Southeast tiene una superficie total de 290.86 km², de la cual 290.85 km² corresponden a tierra firme y (0%) 0 km² es agua.

## Demografía
Según el censo de 2010, había 14797 personas residiendo en Sierra Vista Southeast. La densidad de población era de 50,87 hab./km². De los 14797 habitantes, Sierra Vista Southeast estaba compuesto por el 86.89% blancos, el 1.75% eran afroamericanos, el 1.02% eran amerindios, el 1.56% eran asiáticos, el 0.22% eran isleños del Pacífico, el 5.11% eran de otras razas y el 3.45% pertenecían a dos o más razas. Del total de la población el 0% eran hispanos o latinos de cualquier raza.